# جنگ و صلح (فیلم ۱۹۵۶)
جنگ و صلح (انگلیسی: War and Peace) اولین فیلم انگلیسی زبان بر اساس رمان مشهور جنگ و صلح اثر لئو تولستوی است که توسط کینگ ویدور کارگردانی و در سال ۱۹۵۶ منتشر شده است.

## نگارخانه

## بازیگران
- آدری هپبورن
- هنری فوندا
- مل فرر
- ویتوریو گاسمن
- هربرت لام
- اسکار هومولکا
- آنیتا اکبرگ
- جرمی برت
- جان میلز
- آنا-ماریا فررو
- جوزپه آدوباتی
- گوالتیه‌رو تومیاتی
- لوچو د سانتیس
- آلن فورلان